# 亀戦車

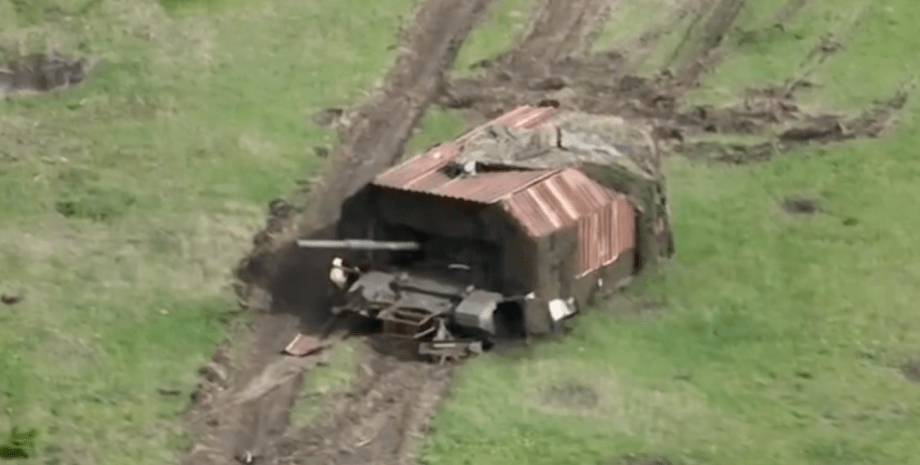
亀戦車（2024年5月）

亀戦車（かめせんしゃ、ウクライナ語: танк-черепаха, 英語: Turtle Tank）は、ロシアによるウクライナ侵略の最中にロシア連邦軍が配備した一連の改造戦車の通称である。クラスノホリウカの戦いの最中に初めて確認され、2024年4月9日にウクライナ国防省がドローンで空撮した映像を公開した。納屋（あるいは甲羅）のように見える大きな外部装甲で覆われているのが最も大きな特徴で、これは自爆ドローンによる攻撃からの防護を目的としている。また、大抵は合わせて地雷除去装置や電子防護機材を備えている。
ウクライナの前線では、かねてより自爆ドローンや対戦車ミサイルによるトップアタックへの対抗を目的に、日傘や鳥かごのようなスラットアーマーを車両に取り付ける改造がしばしば行われていた。また、戦車の運用においては対機甲戦闘よりも塹壕突破に際しての歩兵支援が重視されており、「納屋」によって砲塔の旋回範囲や視野が制限されることは必ずしも大きな問題とはみなされなかった。

## 名称
亀戦車のほか、ウクライナ側では納屋のツァーリ（ウクライナ語: Царь-сарай）、1990年代のお笑い番組『Каламбур』内のコントに登場した戦車になぞらえたザリズニー・カプート（ウクライナ語: Залізний капут）、バットモービルをもじったBlyatmobileなどの通称も知られる。
ロシア側ではバーベキューグリルのツァーリ（ロシア語: Царь-мангал）という通称が最もよく使われているが、突撃車庫（ロシア語: штурмовых гаражей）などと呼ばれることもある。出現した当初、ロシア側のメディアでは新型戦車やクラスノホリウカの征服者などとも呼ばれていたという。

## 背景

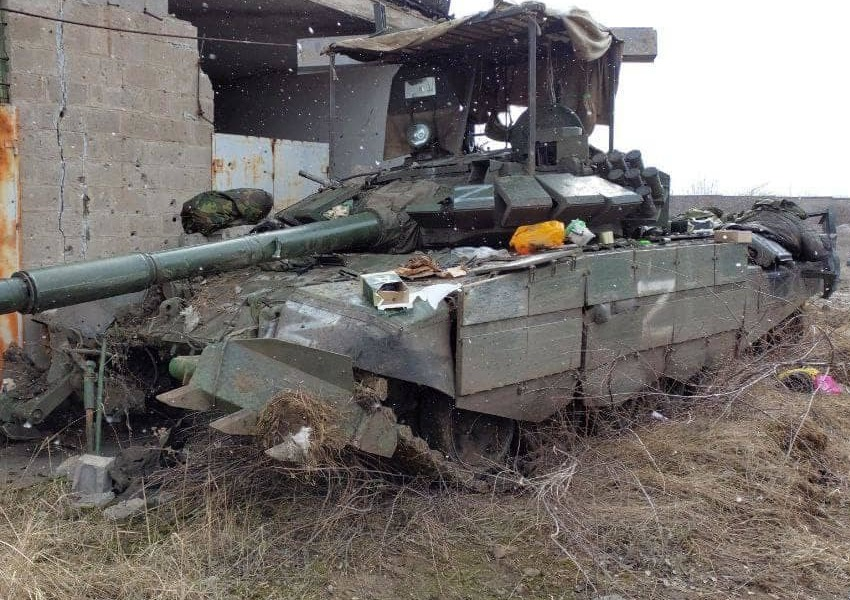
「コープケージ」を取り付けたロシア軍戦車（2022年3月）

ウクライナ侵略以前から、砲塔上部へのスラットアーマーの増設（いわゆる「コープケージ」の設置）は行われていた。これは各種対戦車火器やドローンを用いた戦車上面への攻撃、すなわちトップアタックへの対抗を目的としたものである。戦争が激化する中、ワイヤーケージで戦車全体を覆ったり、コープケージからチェーンを垂らすなど、一層の防護を得ようとする試行錯誤が繰り返された。その延長線上に現れたのが戦車全体を鉄板などで覆う「納屋」であった。
また、2023年10月、すなわち亀戦車が目撃されるおよそ半年前からは、アメリカの議会内対立の影響を受けてウクライナへの軍事支援が滞っていた。ウクライナ軍では安価なFPVドローンの調達を進め、FGM-148 ジャベリンのような対戦車ミサイルや各種砲弾の不足を補うことを余儀なくされた。結果としてウクライナ軍によるFPVドローンを用いた攻撃の規模は拡大しつつあり、当然これと相対するロシア軍部隊では早急な対応が求められていた。

## 運用

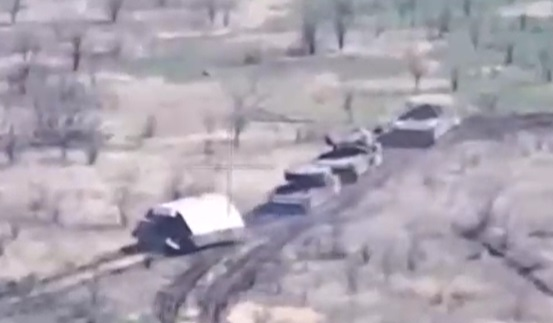
クラスノホリウカで初めて目撃された亀戦車。ロシア側でフェルディナンドと呼ばれていた車両（2024年4月9日）

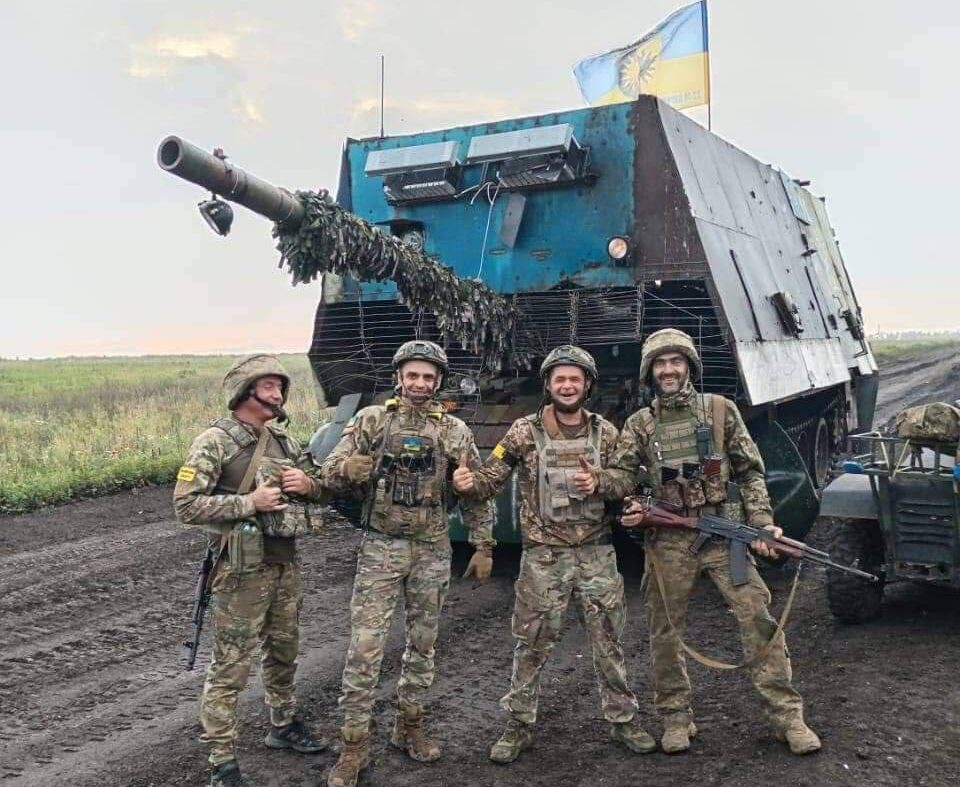
ウクライナ兵によって鹵獲された亀戦車（2024年6月17日）

当初、亀戦車を主に運用していたのは、かねてより装備品の需要を雑多な鹵獲品などで充足していたロシア陸軍第5自動車化狙撃兵旅団（オプロット旅団）であった。同旅団は、元々はドネツク人民共和国所属で、2023年からロシア連邦軍へと組み込まれていた。しかし、やがてアウディーイウカ方面に展開する第90戦車師団などの連邦軍正規部隊でも、類似した亀戦車の投入が行われるようになった。5月7日には第40海軍歩兵旅団で製造された亀戦車の写真がソーシャルメディア上に投稿された。
4月9日、クラスノホリウカ（ロシア語名クラスノゴロフカ）で初めて目撃された。この車両は改造されたT-72戦車であり、攻撃の先鋒を務めていた。「納屋」で覆われていたほか、前方にはKMT-7地雷除去装置が取り付けられていた。このことから、ウクライナ軍が敷設した地雷原を突破して後続部隊のために経路を開拓することがこの車両の目的と推測された。また、「納屋」の中には十分な広さがあったため、突撃に際して跨乗歩兵を搭乗させる可能性もあるとされた。
ロシア側の報道によれば、この車両は現地ではフェルディナンド（ロシア語: Фердинанд）と呼ばれており、元々は被弾によって砲塔の旋回機能が故障したT-72を自走砲として転用するために行われた改造であったという。「フェルディナンド」は、後にウクライナ軍の偵察・観測ドローンによって追跡された末、砲撃を受けて破壊されたと言われている。
4月15日頃には第2の亀戦車が目撃された。「納屋」は波板で覆われており、砲塔の旋回能力が完全に失われていることから、砲塔が故障した戦車を改造したものと推測されている。地雷除去装置に加え、電子防護機材も搭載されていた。「納屋」が完全に密閉されているため、跨乗歩兵の輸送に使われている可能性は低いとされた。
以降、各地で類似の改造戦車が頻繁に目撃されるようになった。
4月末、アメリカによる軍事支援が再開された。5月頃からはウクライナ軍による亀戦車の撃破の報告が伝えられるようになった。
6月17日、ウクライナ軍は亀戦車を初めて鹵獲した。原型はT-62戦車だったと考えられている。ウクライナ国防省のオンラインメディアであるArmiaInformが報じるところによれば、クラマトルスクの集落クリシュチウカでの出来事である。無人機による攻撃を受けた亀戦車は擱座した上、進行方向を見失っていた。操縦手らは手榴弾を持って車内に立てこもり自爆しようとしていたが、ウクライナ兵による説得を受けて投降に同意したという。
鹵獲された亀戦車は、砲塔の旋回能力が「納屋」によって失われていただけではなく、砲弾も積まれておらず、乗員は車長と操縦手の2人のみだった。また、砲塔の装填手のハッチは溶接されていた。このことから、この車両は攻撃的な任務を果たすことが期待されておらず、前線への兵員輸送のみが目的であったと推測されている。爆発反応装甲が取り付けられていたものの、爆薬は抜かれていた。「納屋」は装甲板ではなく、廃材からかき集められた板金で作られていた。「納屋」の中には寝袋や食料、水などが残されており、兵員らが生活していた痕跡が見られた。他の亀戦車と同様に電子防護機材を備えていたほか、無線も新しいものに交換されていた。操縦手の視界は極めて制限されているが、カメラなどこれを補う機材は取り付けられておらず、誰かがハッチ近くに座って操縦手を補助していたのではないかと推測された。

## 構造
亀戦車は、各種戦車に「納屋」を取り付けたものである。T-62戦車、T-72戦車、T-80戦車などからの改造例が知られている。大抵は合わせて地雷除去装置や電子防護機材も備えている。
「納屋」は空間装甲としても働くが、一方で戦車の機動性、砲旋回能力、乗員の視界を大きく制限する。これらの欠点に関連し、外交政策研究所のアナリスト、ロブ・リー（Rob Lee）は、「小隊あたり1両の戦車の視界および砲塔旋回能力と引き換えに、1度に多数のFPVドローンの周波数を妨害する能力を得られるのなら割に合う」と述べている。4月29日、ウクライナ側のTelegramチャンネルに、バフムート方面での亀戦車攻撃を捉えたビデオが投稿された。投稿者は、「この戦車を破壊するために、大量のFPVドローンが費やされた。誰もが『納屋』を笑っているが、実際には十分に機能を果たしている」というコメントを添えていた。なお、「納屋」は比較的威力の低いFPVドローンによる攻撃に対応することのみを目的としているため、通常の対戦車ミサイルや砲弾に対する防護性能は皆無である。
車両によっては跨乗歩兵の輸送能力を有する。例えばウクライナ軍が6月17日に鹵獲した車両は、「納屋」の中に兵員を収容する空間があった。一方、防護のみを目的とする密閉された「納屋」を備えた車両も確認されている
視界の問題を改善する試みが加えられた亀戦車も確認されている。5月5日にソーシャルメディア上に投稿されたビデオに映る亀戦車は、前方の僅かな隙間以外は完全に密閉された「納屋」を備えており、その上をさらに鉄網で覆っていた。多くの亀戦車と同様、KMT-7地雷除去装置を備えている。操縦手用のハッチは、視界を確保するために開かれた状態だった。また、同じ車両を映したと思われる別のビデオでは、操縦席に車外の様子を確認するモニターが増設されていた。これはロシアの自動車アクセサリーメーカーEplutus社のバックカメラのシステムを転用したものと見られている。